# ビューティフル (クリスティーナ・アギレラの曲)
「ビューティフル」(Beautiful)は、アメリカ合衆国のシンガーソングライターのクリスティーナ・アギレラの楽曲。

## 解説
この曲は、4枚目のスタジオ・アルバム『ストリップト』から2枚目のシングルとして発売された。
第46回グラミー賞「最優秀女性ポップ・ボーカル・パフォーマンス」賞を受賞した。
全英シングルチャートでは「ダーティー」から2作連続で1位を記録、アメリカの総合チャートBillboard Hot 100でも2位を記録した。
2008年のベスト・アルバム『キープス・ゲッティン・ベター〜グレイテスト・ヒッツ』には再レコーディング・バージョン「ユー・アー・ホワット・ユー・アー（ビューティフル）」が収録された。
2022年にはリリースから20年を記念して新しいミュージックビデオを公開。

## カバー
- JUJU（2013年）- シングル『Dreamer』、カバーアルバム『TIMELESS』収録。

## 収録曲
CDシングル
1. Beautiful - 3:58
2. Dame Lo Que Yo Te Doy - 3:46